# Casa Romuli

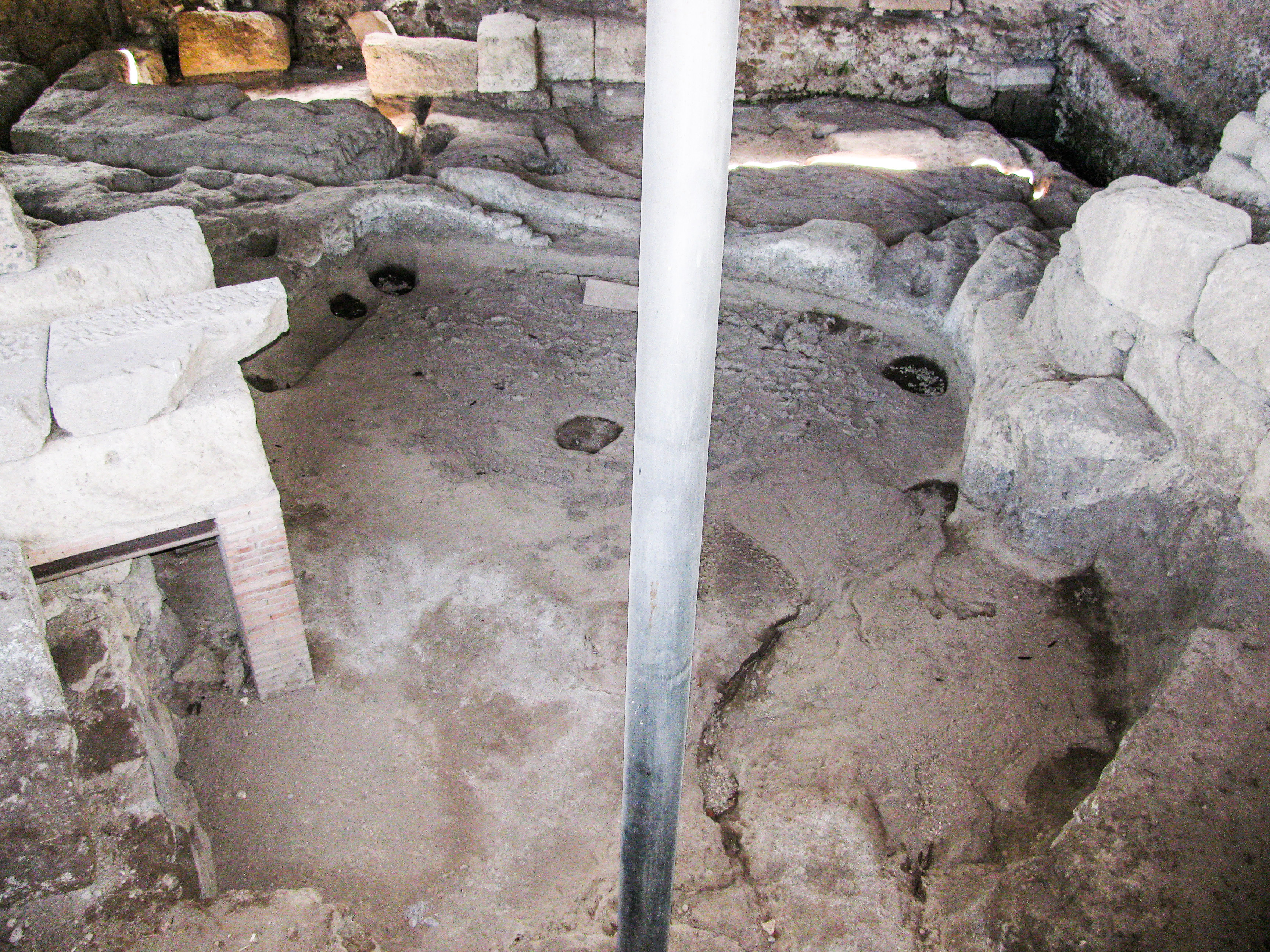
Pfostenlöcher eines eisenzeitlichen Hauses auf dem Palatin, von dem vermutet wird, die Casa Romuli zu sein.

Die Casa Romuli (lat. „Haus des Romulus“) war ein Gebäude im antiken Rom.
Bei der Casa Romuli handelte es sich um einen einfachen strohgedeckten Pfostenbau mit lehmverputzten Flechtwerkwänden, wie er typisch für die Latiale Kultur (ca. 1000 – ca. 600 v. Chr.) ist. Sie lag an der Südwest-Seite des Palatin-Hügels, nahe dem oberen Ende der Scalae Caci genannten Treppe, die vom Forum Boarium hinaufführte.
Die Hütte wurde von den Römern als authentische Behausung des vergöttlichten Stadtgründers Romulus angesehen und erfuhr entsprechende Verehrung. Die antiken Schriftsteller Dionysios von Halikarnassos und Cassius Dio beschrieben die Lage des Bauwerks und berichteten, dass die Hütte jedes Mal, wenn sie durch Feuer oder ähnliche Einwirkungen Schaden erlitten hatte, in originalgetreuer Schlichtheit und ohne das Hinzufügen von Verzierungen restauriert wurde. Die Casa Romuli blieb bis ins dritte nachchristliche Jahrhundert erhalten.
An der durch antike Autoren überlieferten Stelle wurden bei Ausgrabungen im Jahre 1872 im Boden die Pfostenlöcher einer archaischen Schäferhütte aus der Frühzeit der Besiedlung des Palatins aufgefunden. Diese Löcher werden von Historikern heute allgemein als Überreste der Casa Romuli identifiziert.